# Nederlandse kampioenschappen atletiek 2003
In 2003 werden de Nederlandse kampioenschappen atletiek op 12 en 13 juli gehouden in het Olympisch Stadion (Amsterdam). De organisatie lag in de handen van de Amsterdamse atletiekvereniging Phanos, in samenwerking met de Atletiekunie (voorheen KNAU).
De 10.000 m voor mannen en vrouwen vond plaats op 25 april in Epe.

## Uitslagen

### 100 m
| wind: +0,8 m/s | wind: +0,8 m/s     | wind: +0,8 m/s |
| rang           | atleet             | prestatie      |
| -------------- | ------------------ | -------------- |
| Goud           | Timothy Beck       | 10,45 s        |
| Zilver         | Daniel van Leeuwen | 10,51 s        |
| Brons          | Jairo Duzant       | 10,57 s        |

| wind: +1,0 m/s | wind: +1,0 m/s        | wind: +1,0 m/s |
| rang           | atlete                | prestatie      |
| -------------- | --------------------- | -------------- |
| Goud           | Jacqueline Poelman    | 11,55 s        |
| Zilver         | Pascal van Assendelft | 11,66 s        |
| Brons          | Joan van den Akker    | 11,81 s        |

### 200 m
| wind: +0,0 m/s | wind: +0,0 m/s     | wind: +0,0 m/s |
| rang           | atleet             | prestatie      |
| -------------- | ------------------ | -------------- |
| Goud           | Patrick van Balkom | 20,89 s        |
| Zilver         | Guus Hoogmoed      | 21,02 s        |
| Brons          | Caimin Douglas     | 21,06 s        |

| wind: +4,0 m/s | wind: +4,0 m/s        | wind: +4,0 m/s |
| rang           | atlete                | prestatie      |
| -------------- | --------------------- | -------------- |
| Goud           | Jacqueline Poelman    | 23,50 s        |
| Zilver         | Pascal van Assendelft | 23,73 s        |
| Brons          | Judith Vis            | 24,07 s        |

### 400 m
| rang   | atleet           | prestatie |
| ------ | ---------------- | --------- |
| Goud   | Rikkert van Rhee | 47,08 s   |
| Zilver | Geronimo Goeloe  | 47,21 s   |
| Brons  | Jelle van Etten  | 47,22 s   |

| rang   | atlete            | prestatie |
| ------ | ----------------- | --------- |
| Goud   | Annemarie Schulte | 54,24 s   |
| Zilver | Petra Groenenboom | 55,53 s   |
| Brons  | Marjolein de Jong | 55,79 s   |

### 800 m
| rang   | atleet           | prestatie |
| ------ | ---------------- | --------- |
| Goud   | Bram Som         | 1.46,98   |
| Zilver | Gert-Jan Liefers | 1.49,13   |
| Brons  | Michiel Löschner | 1.49,31   |

| rang   | atlete            | prestatie |
| ------ | ----------------- | --------- |
| Goud   | Najla Jaber       | 2.06,16   |
| Zilver | Lotte Visschers   | 2.06,26   |
| Brons  | José van der Veen | 2.06,68   |

### 1500 m
| rang   | atleet      | prestatie |
| ------ | ----------- | --------- |
| Goud   | Marko Koers | 3.47,60   |
| Zilver | Ad Verwey   | 3.49,57   |
| Brons  | Bob Winter  | 3.49,61   |

| rang   | atlete          | prestatie |
| ------ | --------------- | --------- |
| Goud   | Anjolie Wisse   | 4.19,14   |
| Zilver | Adriënne Herzog | 4.20,29   |
| Brons  | Corine van Beek | 4.22,84   |

### 5000 m
| rang   | atleet           | prestatie |
| ------ | ---------------- | --------- |
| Goud   | Kamiel Maase     | 14.01,14  |
| Zilver | Jeroen van Damme | 14.10,66  |
| Brons  | Sander Schutgens | 14.12,16  |

| rang   | atlete                   | prestatie |
| ------ | ------------------------ | --------- |
| Goud   | Miranda Boonstra         | 16.36,88  |
| Zilver | Annelieke van der Sluijs | 16.40,66  |
| Brons  | Daphne Panhuijsen        | 17.02,74  |

### 10.000 m[1]
| rang   | atleet           | prestatie |
| ------ | ---------------- | --------- |
| Goud   | Jeroen van Damme | 28.53,60  |
| Zilver | Koen Raymaekers  | 29.28,03  |
| Brons  | Greg van Hest    | 29.47,63  |

| rang   | atlete                   | prestatie |
| ------ | ------------------------ | --------- |
| Goud   | Annelieke van der Sluijs | 34.44,71  |
| Zilver | Miranda Boonstra         | 34.50,34  |
| Brons  | Sandra ter Horst         | 35.42,65  |

### 110 m horden/100 m horden
| wind: +1,8 m/s | wind: +1,8 m/s        | wind: +1,8 m/s |
| rang           | atleet                | prestatie      |
| -------------- | --------------------- | -------------- |
| Goud           | Gregory Sedoc         | 13,85 s        |
| Zilver         | Marcel van der Westen | 14,03 s        |
| Brons          | Virgil Spier          | 14,32 s        |

| wind: +0,5 m/s | wind: +0,5 m/s  | wind: +0,5 m/s |
| rang           | atlete          | prestatie      |
| -------------- | --------------- | -------------- |
| Goud           | Judith Vis      | 13,30 s        |
| Zilver         | Karin Ruckstuhl | 13,89 s        |
| Brons          | Ilja Voltman    | 13,94 s        |

### 400 m horden
| rang   | atleet           | prestatie |
| ------ | ---------------- | --------- |
| Goud   | Thomas Kortbeek  | 50,99 s   |
| Zilver | Vincent Kerssies | 51,44 s   |
| Brons  | Quinten Stern    | 51,60 s   |

| rang   | atlete            | prestatie |
| ------ | ----------------- | --------- |
| Goud   | Tamara Ruben      | 59,61 s   |
| Zilver | Marjolein de Jong | 59,82 s   |
| Brons  | Henrieke Popken   | 62,89 s   |

### 3000 m steeplechase
| rang   | atleet          | prestatie |
| ------ | --------------- | --------- |
| Goud   | Simon Vroemen   | 8.51,29   |
| Zilver | Noël Keijsers   | 9.08,67   |
| Brons  | Jaco Luijendijk | 9.14,69   |

### Verspringen
| rang   | atleet             | prestatie         |
| ------ | ------------------ | ----------------- |
| Goud   | Jurgen Cools       | 7,90 m (+3,0 m/s) |
| Zilver | Dennis van Noort   | 7,51 m (+1,1 m/s) |
| Brons  | Joost van Bennekom | 7,24 m (+1,1 m/s) |

| rang   | atlete          | prestatie         |
| ------ | --------------- | ----------------- |
| Goud   | Karin Ruckstuhl | 6,14 m (+0,3 m/s) |
| Zilver | Anja Mulder     | 5,97 m (+1,9 m/s) |
| Brons  | Mirjam Boxhoorn | 5,85 m (+0,2 m/s) |

### Hink-stap-springen
| rang   | atleet                     | prestatie          |
| ------ | -------------------------- | ------------------ |
| Goud   | Randy Sedoc                | 15,00 m (+0,3 m/s) |
| Zilver | José Augusta da Silva Neto | 14,86 m (+1,1 m/s) |
| Brons  | Jermaine Sedoc             | 14,85 m (+1,5 m/s) |

| rang   | atlete            | prestatie          |
| ------ | ----------------- | ------------------ |
| Goud   | Anja Mulder       | 12,30 m (+0,8 m/s) |
| Zilver | Francien Vierkant | 11,61 m (-0,8 m/s) |
| Brons  | Myriam de Waal    | 11,60 m (+1,5 m/s) |

### Hoogspringen
| rang   | atleet           | prestatie |
| ------ | ---------------- | --------- |
| Goud   | Wilbert Pennings | 2,24 m    |
| Zilver | Jan Peter Larsen | 2,14 m    |
| Brons  | Martijn Nuijens  | 2,11 m    |

| rang   | atlete                    | prestatie |
| ------ | ------------------------- | --------- |
| Goud   | Frenke Bolt               | 1,78 m    |
| Zilver | Marloes Strooper-Lammerts | 1,76 m    |
| Brons  | Jacqueline Raaman         | 1,74 m    |

### Polsstokhoogspringen
| rang   | atleet             | prestatie |
| ------ | ------------------ | --------- |
| Goud   | Rens Blom          | 5,70 m    |
| Zilver | Christian Tamminga | 5,60 m    |
| Brons  | Laurens Looije     | 5,40 m    |

| rang   | atlete                | prestatie |
| ------ | --------------------- | --------- |
| Goud   | Sandra van der Geer   | 3,90 m    |
| Zilver | Sabine Verbeek        | 3,80 m    |
| Brons  | Christa van der Toorn | 3,80 m    |

### Kogelstoten
| rang   | atleet              | prestatie |
| ------ | ------------------- | --------- |
| Goud   | Rutger Smith        | 20,47 m   |
| Zilver | Erik van Vreumingen | 18,28 m   |
| Brons  | Eddy Cardol         | 17,65 m   |

| rang   | atlete             | prestatie |
| ------ | ------------------ | --------- |
| Goud   | Lieja Tunks-Koeman | 18,59 m   |
| Zilver | Denise Kemkers     | 14,43 m   |
| Brons  | Laurien Hoos       | 14,12 m   |

### Discuswerpen
| rang   | atleet            | prestatie |
| ------ | ----------------- | --------- |
| Goud   | Rutger Smith      | 60,76 m   |
| Zilver | Mike van der Bilt | 57,60 m   |
| Brons  | Ben Vet           | 55,08 m   |

| rang   | atlete              | prestatie |
| ------ | ------------------- | --------- |
| Goud   | Lieja Tunks-Koeman  | 51,85 m   |
| Zilver | Monique Jansen      | 48,21 m   |
| Brons  | Fabiënne Aardenburg | 46,75 m   |

### Speerwerpen
| rang   | atleet            | prestatie |
| ------ | ----------------- | --------- |
| Goud   | Elliott Thijssen  | 70,57 m   |
| Zilver | Pascal Stitzinger | 69,59 m   |
| Brons  | Oscar Schermer    | 67,30 m   |

| rang   | atlete            | prestatie |
| ------ | ----------------- | --------- |
| Goud   | Inge Hoogeveen    | 48,85 m   |
| Zilver | Karin Geertsma    | 46,40 m   |
| Brons  | Kitty van Haperen | 44,34 m   |

### Kogelslingeren
| rang   | atleet             | prestatie |
| ------ | ------------------ | --------- |
| Goud   | Ronald Gram        | 68,24 m   |
| Zilver | Frank van den Dool | 61,63 m   |
| Brons  | Tjarko Meijerhof   | 56,70 m   |

| rang   | atlete               | prestatie |
| ------ | -------------------- | --------- |
| Goud   | Debby van der Schilt | 59,91 m   |
| Zilver | Wendy Koolhaas       | 57,63 m   |
| Brons  | Maaike Schetters     | 51,69 m   |

1904 · 
1908 · 
1909 · 
1910 · 
1911 · 
1912 · 
1913 · 
1914 · 
1915 · 
1917 · 
1918 · 
1919 · 
1920 · 
1921 · 
1922 · 
1923 · 
1924 · 
1925 · 
1926 · 
1927 · 
1928 · 
1929 · 
1930 · 
1931 · 
1932 · 
1933 · 
1934 · 
1935 · 
1936 · 
1937 · 
1938 · 
1939 · 
1940 · 
1941 · 
1942 · 
1943 · 
1944 · 
1946 · 
1947 · 
1948 · 
1949 · 
1950 · 
1951 · 
1952 · 
1953 · 
1954 · 
1955 · 
1956 · 
1957 · 
1958 · 
1959 · 
1960 · 
1961 · 
1962 · 
1963 · 
1964 · 
1965 · 
1966 · 
1967 · 
1968 · 
1969 · 
1970 · 
1971 · 
1972 · 
1973 · 
1974 · 
1975 · 
1976 · 
1977 · 
1978 · 
1979 · 
1980 · 
1981 · 
1982 · 
1983 · 
1984 · 
1985 · 
1986 · 
1987 · 
1988 · 
1989 · 
1990 · 
1991 · 
1992 · 
1993 · 
1994 · 
1995 · 
1996 · 
1997 · 
1998 · 
1999 · 
2000 · 
2001 · 
2002 · 
2003 · 
2004 · 
2005 · 
2006 · 
2007 · 
2008 · 
2009 · 
2010 · 
2011 · 
2012 · 
2013 · 
2014 · 
2015 · 
2016 ·
2017 ·
2018 ·
2019 ·
2020 ·
2021 ·
2022 ·
2023 ·
2024 ·
2025